# Sören Ekström
Erik Sören Ekström, född 6 november 1943, död 22 juni 2017, var en svensk ämbetsman och journalist. Han var generalsekreterare i Svenska kyrkan (1987–1999) samt politiskt sakkunnig och statssekreterare i Civildepartementet (1982–1987). Dessförinnan var han bland annat chefredaktör för Kyrkans Tidning (1981–1982), kansliråd och departementsråd i Jordbruksdepartementet (1972–1981) samt chefredaktör för Västerbottens Folkblad (1969–1972). Ekström var ordförande i styrelsen för Svenska teologiska institutet (STI) i Jerusalem från 2003 till 2013 och av regeringen utsedd ledamot i Bibelfondens styrelse mellan 2009 och 2017.

## Biografi
På 1960-talet var Sören Ekström verksam i Sveriges Socialdemokratiska Ungdomsförbund (SSU) bland annat som distriktsordförande i Östergötland och redaktör för tidningen Frihet. Under främst 1970-talet var han verksam i Sveriges Kristna Socialdemokraters Förbund (Broderskapsrörelsen), bland annat som förbundsstyrelseledamot och redaktör för tidningen Broderskap.
Ekström ledde också som ordförande och enmansutredare flera statliga utredningar, bland annat Vattenkraft och miljö 2–4, 1982 års kyrkokommitté, Transportstödsutredningen, Jakt- och viltvårdsberedningen, Rovdjursutredningen, Jakt- och fiskerättsutredningen samt Kommittén för Forum för levande historia. Därutöver var han verksam i en rad andra statliga och kyrkliga utredningar, särskilt i samband med de ändrade relationerna mellan staten och Svenska kyrkan vid millennieskiftet.
Ekström var också verksam som projektledare inom Sekretariatet för Framtidsstudier och Samarbetsnämnden för statligt stöd till trossamfund (SST). Han var ordförande i bland annat stat-kommunberedningen, styrelsen för Kyrkofonden, styrelsen för forskningsprogrammet FjällMistra, insynsrådet i dåvarande Radio- och TV-verket, Berling Media AB, kyrkorådet i Stockholms domkyrkoförsamling samt centralstyrelsen i Sveriges kyrkogårds- och krematorieförbund (SKKF). Han var också ledamot i Kammarkollegiets styrelse och verkade i flera företagsstyrelser, bland annat Svalöfs AB och Diös Fastighetsförvaltning.
Sören Ekström är gravsatt i minneslunden på Uppsala gamla kyrkogård.

## Utmärkelser
- H.M. Konungens medalj i 12:e storleken i serafimerordens band.[7]
- Stefansmedaljen [8]